# باك كان
باك كان (بالفيتنامية:Bắc Kạn)، هي عاصمة محافظة باك كان في فيتنام، وصنفت المدينة بالدرجة الثالثة، والتي تقع في شمال فيتنام.

## المناخ
يظهر الجدول التالي التغييرات المناخية على مدار السنة لباك كان:
| البيانات المناخية لـباك كان                                   | البيانات المناخية لـباك كان | البيانات المناخية لـباك كان | البيانات المناخية لـباك كان | البيانات المناخية لـباك كان | البيانات المناخية لـباك كان | البيانات المناخية لـباك كان | البيانات المناخية لـباك كان | البيانات المناخية لـباك كان | البيانات المناخية لـباك كان | البيانات المناخية لـباك كان | البيانات المناخية لـباك كان | البيانات المناخية لـباك كان | البيانات المناخية لـباك كان |
| الشهر                                                         | يناير                       | فبراير                      | مارس                        | أبريل                       | مايو                        | يونيو                       | يوليو                       | أغسطس                       | سبتمبر                      | أكتوبر                      | نوفمبر                      | ديسمبر                      | المعدل السنوي               |
| ------------------------------------------------------------- | --------------------------- | --------------------------- | --------------------------- | --------------------------- | --------------------------- | --------------------------- | --------------------------- | --------------------------- | --------------------------- | --------------------------- | --------------------------- | --------------------------- | --------------------------- |
| الدرجة القصوى °م (°ف)                                         | 30.8 (87.4)                 | 35.8 (96.4)                 | 36.4 (97.5)                 | 37.3 (99.1)                 | 40.5 (104.9)                | 39.4 (102.9)                | 37.8 (100.0)                | 37.4 (99.3)                 | 36.7 (98.1)                 | 34.2 (93.6)                 | 32.9 (91.2)                 | 31.9 (89.4)                 | 40.5 (104.9)                |
| متوسط درجة الحرارة الكبرى °م (°ف)                             | 19.1 (66.4)                 | 19.9 (67.8)                 | 23.1 (73.6)                 | 27.3 (81.1)                 | 31.2 (88.2)                 | 32.3 (90.1)                 | 32.4 (90.3)                 | 32.4 (90.3)                 | 31.4 (88.5)                 | 28.6 (83.5)                 | 25.0 (77.0)                 | 21.6 (70.9)                 | 27.0 (80.6)                 |
| المتوسط اليومي °م (°ف)                                        | 14.8 (58.6)                 | 16.1 (61.0)                 | 19.3 (66.7)                 | 23.1 (73.6)                 | 26.2 (79.2)                 | 27.4 (81.3)                 | 27.5 (81.5)                 | 27.1 (80.8)                 | 25.9 (78.6)                 | 23.1 (73.6)                 | 19.3 (66.7)                 | 16.0 (60.8)                 | 22.2 (72.0)                 |
| متوسط درجة الحرارة الصغرى °م (°ف)                             | 12.1 (53.8)                 | 13.7 (56.7)                 | 16.9 (62.4)                 | 20.3 (68.5)                 | 22.7 (72.9)                 | 24.1 (75.4)                 | 24.4 (75.9)                 | 24.1 (75.4)                 | 22.6 (72.7)                 | 19.8 (67.6)                 | 15.9 (60.6)                 | 12.6 (54.7)                 | 19.1 (66.4)                 |
| أدنى درجة حرارة °م (°ف)                                       | −0.9 (30.4)                 | 2.4 (36.3)                  | 4.9 (40.8)                  | 10.4 (50.7)                 | 14.9 (58.8)                 | 16.5 (61.7)                 | 18.7 (65.7)                 | 19.8 (67.6)                 | 13.7 (56.7)                 | 8.5 (47.3)                  | 4.0 (39.2)                  | −1.0 (30.2)                 | −1.0 (30.2)                 |
| الهطول مم (إنش)                                               | 22 (0.9)                    | 29 (1.1)                    | 55 (2.2)                    | 113 (4.4)                   | 184 (7.2)                   | 272 (10.7)                  | 280 (11.0)                  | 277 (10.9)                  | 149 (5.9)                   | 86 (3.4)                    | 42 (1.7)                    | 19 (0.7)                    | 1٬527 (60.1)                |
| متوسط أيام هطول الأمطار                                       | 9.2                         | 9.8                         | 13.2                        | 14.2                        | 15.5                        | 17.4                        | 19.1                        | 18.9                        | 13.0                        | 10.1                        | 7.3                         | 5.9                         | 153.6                       |
| متوسط الرطوبة النسبية (%)                                     | 81.7                        | 81.4                        | 83.0                        | 83.3                        | 82.1                        | 84.0                        | 85.7                        | 86.3                        | 84.3                        | 82.8                        | 82.1                        | 81.0                        | 83.1                        |
| ساعات سطوع الشمس الشهرية                                      | 68                          | 54                          | 61                          | 95                          | 167                         | 157                         | 174                         | 175                         | 181                         | 154                         | 127                         | 115                         | 1٬528                       |
| المصدر: Vietnam Institute for Building Science and Technology |                             |                             |                             |                             |                             |                             |                             |                             |                             |                             |                             |                             |                             |